# Cratere Darío
Darío è un cratere d'impatto presente sulla superficie di Mercurio, a 26,24° di latitudine sud e 9,46° di longitudine ovest. Il suo diametro è pari a 151 km.
Il cratere è stato battezzato dall'Unione Astronomica Internazionale in onore del poeta e giornalista nicaraguense Rubén Darío.